# Delta Ceti
Désignations
Delta Ceti (δ Ceti / δ Cet) est une étoile de la constellation équatoriale de la Baleine. Elle est située juste au nord de l'équateur céleste et est localisée à 0,74 degré à l'ONO de la galaxie spirale M77. Sa magnitude apparente est de +4,06, ce qui la rend visible à l'œil nu. L'étoile présente une parallaxe annuelle de 5,02 mas telle que mesurée par le satellite Hipparcos, ce qui permet d'en déduire qu'elle est distante d'environ ∼ 650 a.l. (∼ 199 pc) de la Terre. Elle l'éloigne du système solaire à une vitesse radiale héliocentrique de +13 km/s.

## Propriétés
Delta Ceti est une étoile sous-géante bleu-blanc de type spectral B2 IV, âgée de 7 à 18 millions d'années seulement. C'est une variable de type Beta Cephei avec une variation d'une période de 0,161 14 jours. Elle tourne lentement sur elle-même à une vitesse de rotation projetée d'environ 7 km/s ; cela signifie soit qu'elle tourne réellement lentement pour une étoile de type B, soit qu'elle est vue faisant presque face à l'un de ses pôles.
Delta Ceti est 8,4 fois plus massive que le Soleil et son rayon est 4,6 fois plus étendu que le rayon solaire. L'étoile a une luminosité environ 4 000 fois plus grande que le Soleil et sa température de surface est approximativement de 21 900 kelvins. Elle ne possède pas de compagnon stellaire connu qui lui serait associé.

## Dans la culture
Delta Ceti formait, avec α Ceti (Menkar), λ Ceti (Menkar), γ Ceti (Kaffaljidhma), μ Ceti, ξ1 Ceti et ξ2 Ceti, un astérisme en astronomie arabe traditionnelle nommé Al Kaff al Jidhmah ou al-Kaff al-Jadmā’, soit « la Main Mutilée ».
Un mémorandum technique édité par la NASA en 1971 attribue le titre d'Al Kaff al Jidhmah à cinq des sept étoiles de cet astérisme, en excluant α Ceti et λ Ceti. δ Ceti est ainsi désignée comme Al Kaff al Jidhmah III, tandis que γ Ceti est Kaffaljidhma, ξ1 Ceti Al Kaff al Jidhmah I, ξ2 Ceti Al Kaff al Jidhmah II, et μ Ceti Al Kaff al Jidhmah IV.
En astronomie chinoise traditionnelle, Delta Ceti fait partie de l'astérisme Tseen Kwan, traduit comme le « Grenier Céleste Circulaire », avec α, γ, λ, μ, ν, ο, ξ1, et ξ2 Ceti.